# Rolf Lassgård
Rolf Lassgård (Östersund, 29 de março de 1955) é um ator sueco. Venceu em duas ocasiões o Guldbagge Award de melhor ator.

## Filmografia
- 1991 - Önskas
- 1992 - Min store tjocke far
- 1993 – Polis, polis, potatismos
- 1993 – Roseanna
- 1993 – Brandbilen som försvann
- 1993 – Mannen på balkongen
- 1994 – Mördare utan ansikte
- 1994 – Polismördaren
- 1994 – Stockholm Marathon
- 1995 – Hundarna i Riga
- 1996 – Den vita lejoninnan
- 1998 -  Under the Sun
- 1996 – Jägarna
- 1999 - Tarzan (dublagem)
- 2001 – Villospår
- 2002 – Den 5:e kvinnan
- 2003 – Mannen som log
- 2005 – Steget efter
- 2006 – Brandvägg
- 2006 – Efter brylluppet
- 2007 – Pyramiden
- 2011 – Jägarna 2
- 2012 – En annan tid, ett annat liv
- 2013 - En pilgrims död
- 2014 - En annan tid, ett annat liv
- 2015 - En man som heter Ove
- 2017 - Downsizing